# 長城航空
長城航空（ちょうじょうこうくう）は、かつて存在した中華人民共和国の貨物航空会社。正式名称は長城航空有限公司。2011年に上海貨運航空(上海航空の貨物部門)と共に中国貨運航空に経営統合され消滅した。

## コードデーター
- IATA航空会社コード：IJ
- ICAO航空会社コード：GWL
- コールサイン：Great Wall

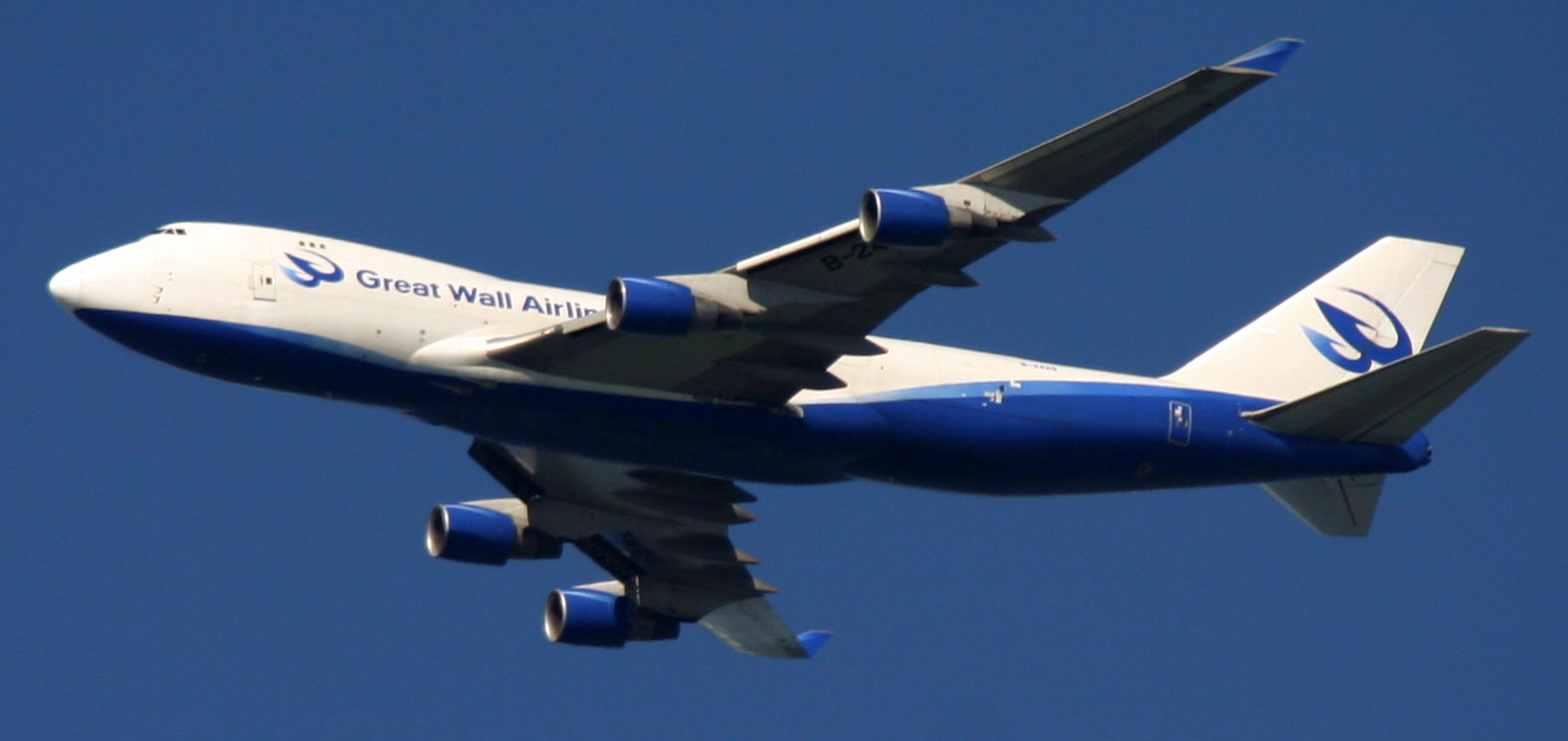
飛行中の長城航空機（ボーイング747）

- 中国語コールサイン：長城（Changcheng）

## 概要
- 中国で翡翠国際貨運航空に次ぐ、2番目に成立した中外合資の貨物航空会社で、資本金は10億元。出資の内訳は、長城工業総公司が51%、シンガポール航空の子会社シンガポール航空カーゴが25%、シンガポール政府系投資会社テマセク・ホールディングスの関連会社騰飛投資私人有限公司(Dahlia Investments)が24%。

## 沿革
- 2005年5月18日　航空会社が設立される。正式名称は長城航空有限公司、ハブ空港は上海浦東国際空港。
- 2005年6月22日　会社の設立式典が開催される。
- 2005年7月22日　民航総局から、運輸経営許可が下りる。
- 2006年6月1日　上海-アムステルダムの定期便が就航する。
- 2006年8月18日　アメリカ政府より、親会社の長城工業総公司がイランへの大量破壊兵器の技術供与に関係した疑いにより制裁を受け、営業を一時停止する。
- 2006年12月13日　アメリカ政府の長城工業総公司への制裁が解除される。
- 2007年1月27日　経営再開する。
- 2007年2月1日　運行再開する。

## 就航していた都市
- 中国 (上海、天津)
- シンガポール (チャンギ)
- 韓国 (仁川)
- イギリス (マンチェスター)
- オランダ (アムステルダム)
- アメリカ合衆国 (アンカレッジ、アトランタ、シカゴ)